# باها العجوز
قرية باها العجوز أو باها هي إحدى القرى التابعة لمركز بني سويف في محافظة بني سويف في جمهورية مصر العربية. حسب إحصاءات سنة 2006، بلغ إجمالي السكان في باها العجوز 15401 نسمة، منهم 8013 رجل و7388 امرأة.